# Canto difônico

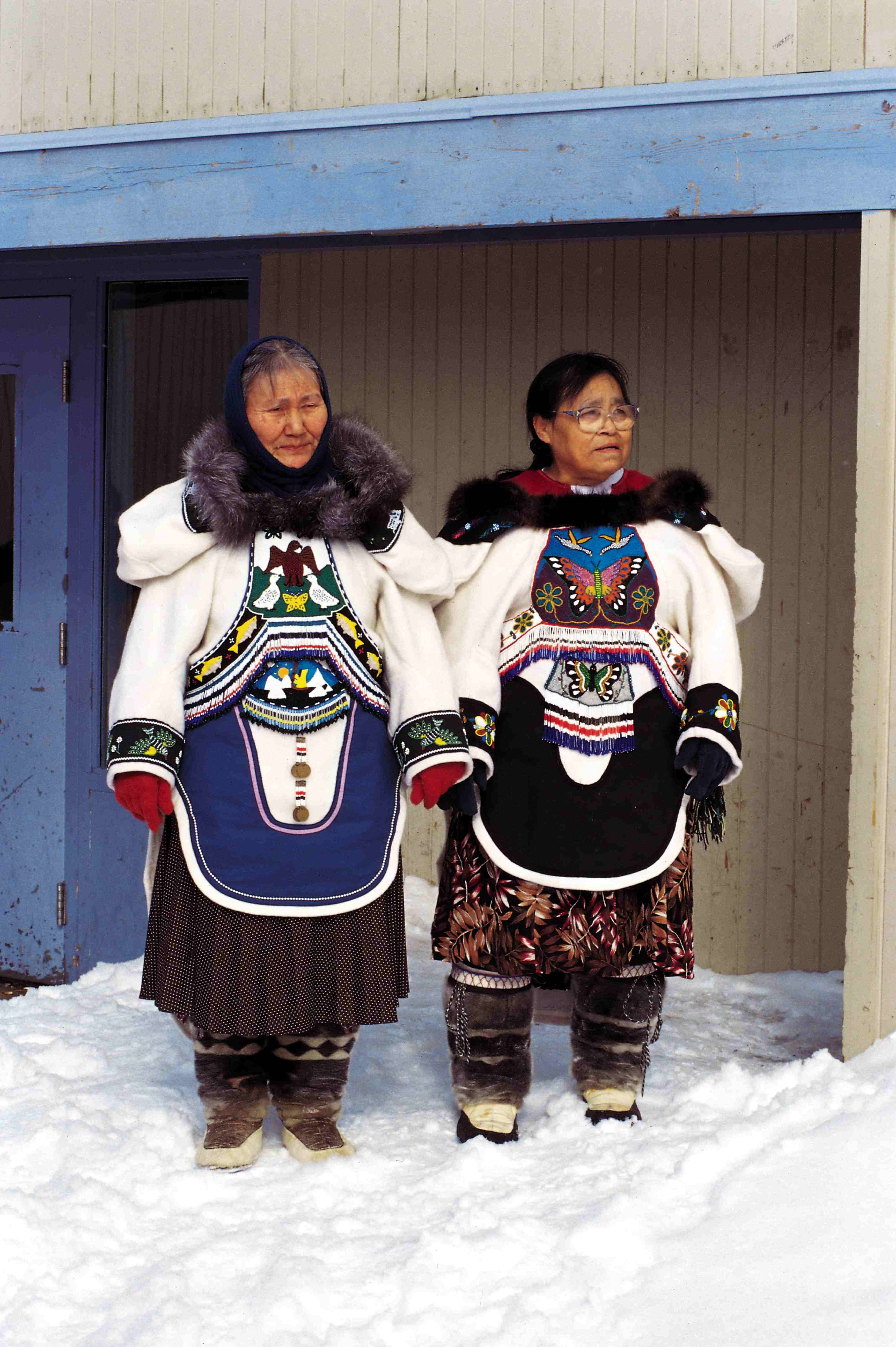
Cantoras harmônicas inuítes

O canto difónico (ou canto dos harmónicos) é o canto de dois ou mais sons em simultâneo por uma única pessoa, que ao manipular os espaços da cavidade bucal ressalta os harmónicos da própria voz. Essa experiência conduz a novos planos de escuta e de emissão vocal. Em certas culturas, é usado para a meditação.
Essa técnica é bastante popular na Ásia Central, de onde vem sua origem entre mongóis e tuvanos. O amplo uso na música tradicional também se verifica na África do Sul, entre as mulheres xhosa, em que a técnica é frequentemente acompanhada por chamada e resposta. Na América do Norte, seu uso tradicional está em grupos indígenas como os inuítes, sendo praticado geralmente por mulheres. Por sua natureza suave, esse canto era usado como cantiga de ninar. Também é usado no Tibete entre lamas.

## Ásia

### Tuva
As formas tradicionais mais conhecidas do canto difônico se originaram em Tuva, uma pequena república da Federação Russa, sendo bastante remotas. Supõe-se que a popularidade entre aquele povo surgiu como resultado da localização geográfica e da cultura. A geografia aberta de Tuva permite que os sons percorram grandes distâncias. Especialistas de canto descrevem khoomei como parte integral do animismo pastoreio, ainda praticado. Frequentemente, os cantores viajam para o interior à procura de rios, ou sobem os montes para criar o ambiente apropriado para o canto difônico.
A visão animista do mundo desta região identifica a espiritualidade dos objetos na natureza, não somente seu formato ou localização, mas seu som da mesma forma. Portanto, a imitação humana dos sons da natureza é tida como a origem do canto difônico. De fato, as culturas dessa parte da Ásia desenvolveram vários instrumentos e técnicas para imitar os sons de animais, do vento, da água. Ainda que as culturas dessa região compartilhem a técnica do canto difônico, o estilo e o desenvolvimento varia.
Em resumo, são os sons harmônicos que as pessoas de tais povos conseguem produzir das partes mais profundas de suas gargantas. Geralmente, as melodias são criadas isolando-se as sextas, sétimas oitavas, nonas, décimas e décimas segundas parciais de acordo com a série harmônica. A altura fica se encontra geralmente em um G abaixo do C4.

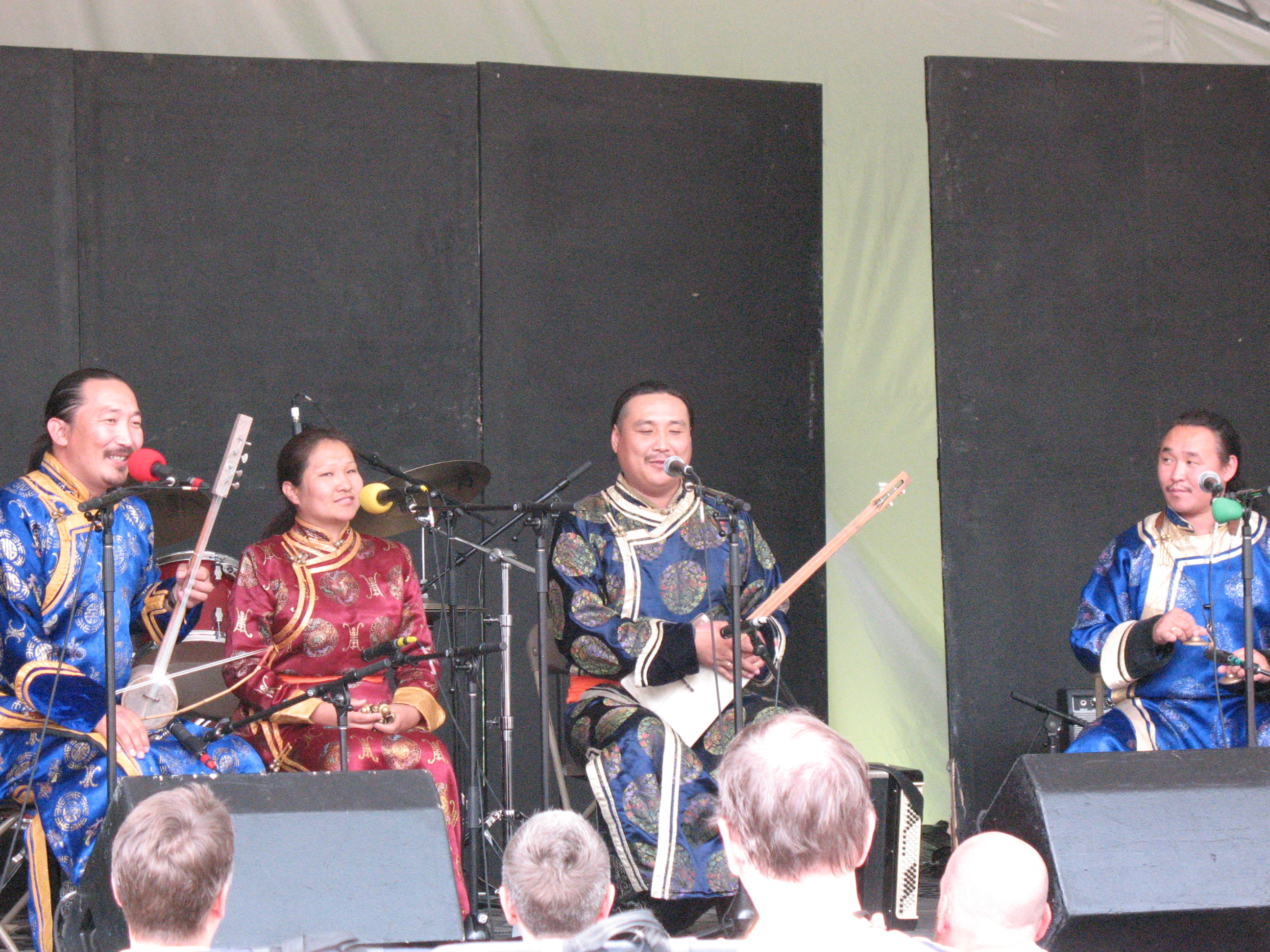
A apresentação de Chirgilchin, grupo musical de música tradicional de Tuva, em 2007

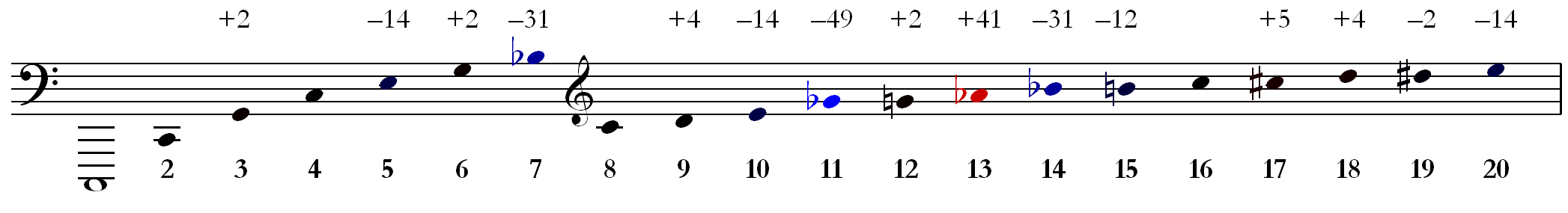
Exemplo de série harmónica em notação musical

Os tuvanos possuem uma grande variedade de vocalizações de canto difônico, e existem diversas formas de se classificar as variações. Numa delas, os três estilos básicos são khoomei, kargyraa e sygyt, enquanto os subestilos incluem borbangnadyr, chylandyk, dumchuktaar, ezengileer e kanzip. Noutra classificação há cinco estilos básicos: khoomei, sygyt, kargyraa, borbangnadyr e ezengileer. Os subestilos incluem chylandyk, despeng borbang, opei khoomei, buga khoomei, kanzyp, khovu kargyraazy, kozhagar kargyraazy, dag kargyraazy, Oidupaa kargyraazy, uyangylaar, damyraktaar, kishteer, serlennedyr e byrlannadyr.

#### Sygyt
Sygyt (em tuvano: Сыгыт) significa assovio, uma técnica que utiliza uma fundamental média e produz um som bastante agudo, uma reminiscência harmônica do assovio. A técnica difere do khoomei pela fundamental completamente atenuada, possuindo um som mais agudo. Os sons são claros e limpos. 

#### Kargyraa
Kargyraa (em tuvano: Каргыраа) é uma técnica grave de subtom. As "falsas cordas vocais" são vibradas para produzir um subtom na exata metade da frequência da fundamental, que por sua vez é produzida pelas cordas vocais. A cavidade bucal é adequada para selecionar as harmônicas tanto da fundamental quanto do subtom, produzindo de quatro a seis tons simultaneamente. Há dois estilos kargyraa principais, dag kargyraa e khovu kargyraa. O primeiro, também chamado de kargyraa da montanha é o mais grave. Uma mistura dos dois anteriores é o chylandyk (em tuvano: Чыландык). Ambos os estilos são cantados simultaneamente, criando um som incomum de subtons misturados com assovios agudos.

#### Khoomei
Khoomei (em tuvano: Хөөмей) é uma técnica que foca os tons médios, formando as harmônicas entre uma e duas oitavas acima. Entretanto, o termo também é usado genericamente para todas as técnicas de canto difônico da região. 

#### Dumchuktaar
Dumchuktaar (em tuvano: умчуктаар') é uma técnica em que se cria um som familiar ao do sygyt usando somente o canal nasal. A boca não precisa ser fechada, mas para efeitos de demonstração isso é desejado. 

#### Ezengileer
Ezengileer (em tuvano: Эзеңгилээр) é um estilo pulsante, que tenta imitar o ritmo de um cavalo galopando.